# Forever we can make it!
「forever we can make it!」（フォーエバー・ウィー・キャン・メイク・イット!）は、THYMEの2枚目のシングル。2008年4月23日にジェネオンエンタテインメントから発売された。

## 概要
表題曲「forever we can make it!」は、TBS系アニメ『To LOVEる -とらぶる-』オープニングテーマ、『プリン・ス2』5月度オープニングテーマに起用された。なお、グループのシングル表題曲がテレビアニメの主題歌に起用されるのは初。
2008年5月5日付のオリコン週間シングルチャートで57位、Billboard JAPAN Hot Singles Salesで51位を獲得した。

## 収録曲
全作詞：thyme、全作曲・編曲：清水哲平
1. forever we can make it! [4:19]
  - テレビアニメ『To LOVEる -とらぶる-』オープニングテーマ
  - 『プリン・ス2』5月度オープニングテーマ
  - 洋楽風のロック曲[2]。
2. The LAST DAY [3:50]
3. forever we can make it! (without Vocal)
4. The LAST DAY (without Vocal)

## 収録アルバム
| 楽曲                    | 発売日       | タイトル      | 備考                        |
| ----------------------- | ------------ | ------------- | --------------------------- |
| forever we can make it! | 2008年9月3日 | first 9uality | 1枚目のオリジナルアルバム。 |
| The LAST DAY            | 2008年9月3日 | first 9uality | 1枚目のオリジナルアルバム。 |